# Сальчедо
Сальчедо (итал. Salcedo) — коммуна в Италии, располагается в провинции Виченца области Венеция.
Население составляет 1024 человека (2008 г.), плотность населения составляет 171 чел./км². Занимает площадь 6 км². Почтовый индекс — 36040. Телефонный код — 0445.
Покровительницей коммуны почитается святая Анна, празднование 26 июля.

## Демография
Динамика населения:

## Администрация коммуны
- Официальный сайт: http://www.comune.salcedo.vi.it/